# Sodecia Safety & Interiors Attendorn

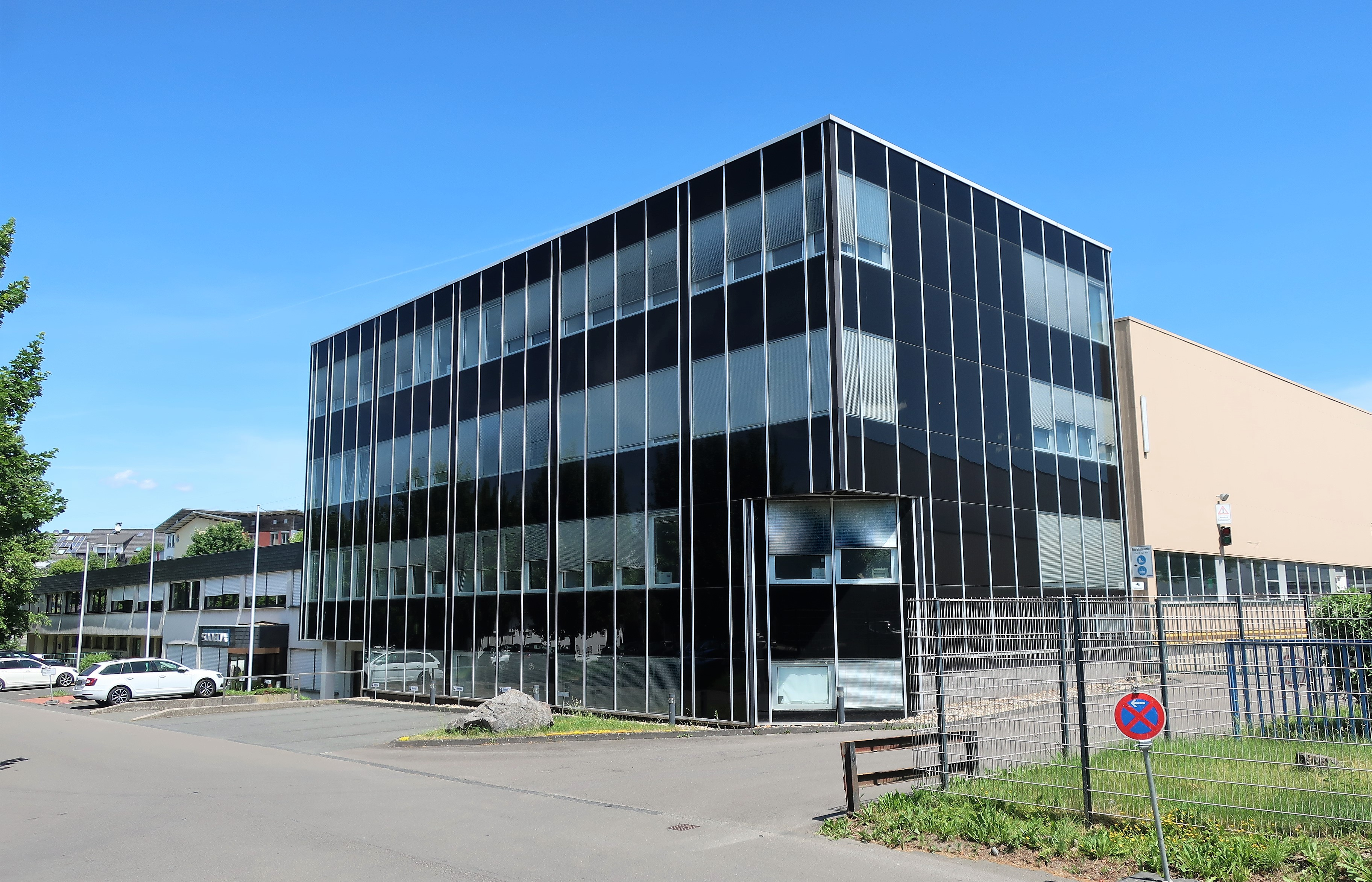
Verwaltungsgebäude des Unternehmens

Sodecia Safety & Interiors Attendorn (Früher: SODECIA Kemmerich) ist ein in der Metallverarbeitung und der internationalen Automobilindustrie tätiges Unternehmen mit rund 1.000 Mitarbeitern weltweit. Sodecia Safety & Interiors Attendorn ist auf die Konzeption, Konstruktion und Produktion hochwertiger Stanz-, Zieh- und Biegeteile aus unterschiedlichen Materialien mit dem Anspruch an Leichtbau spezialisiert. Neben dem Attendorner Stammhaus besitzt das Unternehmen Zweigwerke in Valencia (Spanien), Valasská Polanka (Tschechien) und Auburn (Alabama).

## Geschichte
Das Unternehmen wurde 1897 von Albert Kemmerich in Attendorn gegründet und war lange in Familienbesitz. Die unternehmerische Ausrichtung belief sich zunächst auf die Produktion von Nadeln und Schäften. 1920 trat Wilhelm Kemmerich in das Unternehmen ein und die Firmierung „Gebr. Kemmerich“ entstand. Im Jahr 1945 hatte die Firma bereits fünf Mitarbeiter. 1951 erfolgte dann die Aufnahme der Entwicklung und Produktion von Draht- und Blech-, Ab- und Aufwickelhaspeln. Erste Kontakte zum Automobilhersteller Ford knüpfte das Unternehmen ab 1964 und entwickelte sich in den folgenden Jahren mehr und mehr zum Automobilzulieferer. 1986 trat Josef Kemmerich in die Firma ein.
1993 übernahm das Unternehmen einen Werkzeugbaubetrieb in der Nähe von Dresden. 1996 kam ein neues Werk in Spanien hinzu. Im Jahr 2002 wurde ein neues Presswerk am Heimatstandort errichtet, welches drei Jahre später erweitert wurde. 2008 wurde ein weiteres Werk in Tschechien eröffnet. 2010 wurde der Unternehmensbereich Maschinenbau geschlossen. 2012 wurde die Produktionsfläche bei Kemmerich Czech verdoppelt und 2015 ein weiteres Werk in Auburn, Alabama eröffnet.
Am 3. Juni 2016 stellte das Unternehmen beim Amtsgericht Siegen Antrag auf Eröffnung eines Insolvenzverfahrens. Im September 2016 wurde die Übernahme der Kemmerich Unternehmensgruppe durch die portugiesische Sodecia-Gruppe aus Maia bekanntgegeben. Als Folge der Übernahme firmierte das Attendorner Unternehmen unter dem Namen Sodecia Kemmerich GmbH, der mittlerweile in Sodecia Safety & Interiors Attendorn GmbH geändert wurde. 2020 wurden am Stammsitz in Attendorn rund 100 Stellen abgebaut.